# Ella Fitzgerald Sings the Duke Ellington Songbook
Ella Fitzgerald Sings the Duke Ellington Songbook è l'undicesimo album della cantante jazz Ella Fitzgerald, registrato a New York tra il 24 e il 27 giugno 1957 e pubblicato dalla Verve Records nello stesso 1957.
In origine un doppio album, della serie dei Songbooks, tutto dedicato a composizioni di Ellington e Strayhorn con Ella Fitzgerald "accompagnata" dall'Orchestra di Duke Ellington. Ellington è con l'orchestra al gran completo e porta in studio diversi nuovi arrangiamenti di brani "storici" e una nuova suite " Portrait Of Ella Fitzgerald" composta per l'occasione dal Duca in omaggio ad Ella. In una successiva ristampa in 3 cd vengono aggiunti brani tratti da due sedute di registrazione (del settembre 1956 e dell'ottobre 1957) che hanno in comune con il doppio dei songbook solo il repertorio Ellingtoniano. Qui non è presente l'orchestra Ellington; Ella è invece accompagnata da piccoli gruppi legati alla Verve Records

## Tracce
Disco 1 (edizione in LP)
Lato A
1. Drop Me Off in Harlem (Nick Kenny) – 3:48
2. I Got it Bad And That Ain't Good (Paul Francis Webster) – 6:11
3. Caravan (Mills, Juan Tizol) – 3:51
4. Day Dream (John La Touche, Billy Strayhorn) – 3:56
5. I'm Beginning to See the Light (George, Johnny Hodges, Harry James) – 3:23

Lato B
1. Take the "A" Train (Strayhorn) – 6:37
2. I'm Just a Lucky So-and-So (Mack David) – 4:12
3. All Too Soon (Carl Sigman) – 4:22
4. Everything But You (George, James) – 2:53
5. Bli-Blip (Sid Kuller) – 2.59
6. Chelsea Bridge (Strayhorn) – 3:20

Disco 2 (edizione in LP)
Lato A
1. Rockin' in Rhythm (Harry Carney, Duke Ellington, Irving Mills) – 5:1
2. I Ain't Got Nothin' But the Blues (Don George) – 4:39
3. Clementine (Strayhorn) – 2:37
4. I Didn't Know About You (Bob Russell) – 4:10
5. Lost in Meditation (Mills, Lou Singer, Tizol) – 3:23
6. Perdido (Ervin Drake, H.J Lengsfelder, Tizol) – 6:10

Lato B
1. Portrait of Ella Fitzgerald (Strayhorn) – 16:10:
  - First Movement: Royal Ancestry
  - Second Movement: All Heart
  - Third Movement: Beyond Category
  - Fourth Movement: Total Jazz
2. The E and D Blues (E for Ella, D for Duke) (Strayhorn) – 4:48

Brani aggiunti nell'edizione in 3 cd
1. Cotton Tail (Ellington) – 3:23
2. Do Nothin' Till You Hear from Me (Russell) – 7:38
3. Just A-Sittin' and A-Rockin' (Lee Gaines, Strayhorn) – 3:30
4. (In My) Solitude (Eddie DeLange, Ellington, Mills) – 2:04
5. Rocks in My Bed – 3:56
6. Satin Doll (Johnny Mercer, Strayhorn) – 3:26
7. Sophisticated Lady (Mitchell Parish) – 5:18
8. Just Squeeze Me (But Please Don't Tease Me) (Gaines) – 4:13
9. It Don't Mean a Thing (If It Ain't Got That Swing) (Mills) – 4:12
10. Azure (Mills) – 2:18
11. I Let a Song Go Out of My Heart (Mills, Henry Nemo, John Redmond) – 4:08
12. In a Sentimental Mood (Manny Kurtz, Mills) – 2:44
13. Don't Get Around Much Anymore (Russell) – 4:59
14. Prelude to a Kiss (Irving Gordon, Mills) – 5:26
15. Mood Indigo (Barney Bigard, Mills) – 3:24
16. In a Mellow Tone (Milt Gabler) – 5:07
17. Love You Madly – 4:37
18. Lush Life (Strayhorn) – 3:37
19. Squatty Roo (Hodgers, Fitzgerald) - 3:39